# 陳正人
陳正人（1907年12月12日—1972年4月6日），原名陳林，曾用名陳振鈴，胡思義，江西遂川人。中國人民解放軍高級指戰員，井岡山革命根據地創始人之一。抗日戰爭時期，歷任中共中央軍委總政治部宣傳部部長、中共陝甘寧邊區中央局常委兼組織部部長等職；第二次国共内战時期，任東北民主聯軍總政治部主任、中共吉(林)遼(寧)省委書記兼省軍區政委。中華人民共和國建國後歷任中共江西省委書記兼省軍區政委，第八機械工業部部長，國家建築工程部部長，農業機械部部長，中共中央農村工作部副部長，國務院農村辦公室常務副主任。中共八大當選為候補中央委員，第二、第三屆全國政協常務委員。

## 生平年表
- 1907年生於江西遂川盆珠乡大屋村，生父是大清秀才陳治安，生母是張龍秀。
- 1925年考入省立第七師範學校，後受“五卅運動”影響，以學校學生會代表名義直接慘加了吉安各界的聲援活動，組織罷工罷課鬥爭，被學校開除。當年11月加入中國社會主義青年團，隨後轉入中國共產黨。曾任中共遂川縣特支書記。
- 1926年4月，調任江西地委秘書處工作。同年冬，北伐軍攻克南昌，受組織派遣以國民黨省黨部指導員身份，回遂川縣組建國共合作的國民黨縣黨部，並當選為常務監委。隨後召集了遂川的共產黨員，建立了全縣第一個中共組織特別黨支部，並任書記。
- 1927年任中共萬安中心縣委宣傳部部長。
- 1927年9月與曾天宇等組織發動萬安起義，攻入遂川縣城，營救被捕共產黨員和革命群眾，任起義武裝第7縱隊黨代表。
- 1927年12月回遂川建立中共遂川縣委，任縣委書記，並領導建立縣赤衛隊和蘇維埃政府。
- 1928年1月到井岡山。5月20日，湘贛邊界黨的第壹次代表大會在寧崗茅坪召開，被選為中共湘贛邊界特委委員。先後任特委副書記，参加創建井岡山革命根據地。同年冬天與女紅軍戰士彭儒結婚。
- 1929年春紅軍第4軍主力挺進贛南、閩西，井岡山壹度失守後，與何長工等領導開展遊擊鬥爭，組織恢復湘贛邊界特委工作。
- 1930年任中共安福中心縣委書記、贛西南特委北路行動委員會書記、江西省行動委員會宣傳部部長。同年10月調任江西省行委常委、宣傳部部長、省蘇維埃執行委員。
- 1931年任中共贛西南特委宣傳部部長，後負責籌建中共江西省委，先後任省委組織部部長、代理書記、省蘇維埃政府副主席。曾當選為中華蘇維埃共和國中央執行委員。10月，蘇區中央局抉定成立中共蘇區江西省委，由陳正人負責籌備工作。11月，陳正人出席了在瑞金葉坪召開的中華蘇維埃第壹次全國代表大會，被選出為主席團常務主席，並當選為中華蘇維埃共和國臨時中央政府執行委員。
- 1932年出任江西省蘇維埃副主席、中共江西省委書記。
- 1934年10月，紅軍主力開始長征。正在病中的陳正人由中央組織局通知留下。來年2月，中央分局派了一個排的戰士護送陳正人、周以栗等人轉移，途中遇敵，護送部隊損失慘重，周以栗牺牲。後在興寧特委的幫助下，化裝成商人，經廣東梅縣、汕頭等地轉移到了香港。抵港後肺病發作，後化名胡思義，在彭儒的哥哥幫助下回到廣州在郊區治病。
- 1934年紅軍主力長征時因病留在中央蘇區。後輾轉香港、廣州、湖南等地隱蔽療養。
- 1937年夏到延安，受到了毛澤東的接見，接替徐特立任陝甘寧邊區政府教育廳廳長。
- 1938年調任中央軍委總政治部宣傳部部長。不久因肺病復發，與任弼時壹起去新疆養病。
- 1940年冬回到延安，任陝甘寧邊區中央局（後改為西北局）常委、組織部部長。
- 1940年起任中共陝甘寧邊區中央局委員、中共中央西北局常委兼組織部部長。
- 1945年抗日戰爭勝利後赴東北，任東北人民自治軍（後為東北民主聯軍）政治部主任。
- 1946年7月起任中共吉林省委書記兼軍區政治委員。
- 1949年5月任中共江西省委書記兼軍區政治委員。
- 1953年起任國家建築工程部部長，中共中央農村工作部副部長，國務院農林辦公室副主任，農業機械部部長（後更名為第八機械工業部）。
- “文化大革命”開始後遭受迫害。
- 1972年4月6日因心肌梗塞未能得到及時救治不幸病逝於北京醫院。

## 家庭
陳正人的夫人彭儒，原名彭良鳳。
- 陳春生，長女，原天津圖書館副館長。[1]
- 陳瑞生，長子，中央黨校進修部副主任，哲学教授。
- 陳宜生，次女，天美科技有限公司高級顧問。
- 陳洪生，幼子，原中國保利集團公司董事長，十二屆全國政協委員。
- 陳延生[2]